# Claire-Lise Campion
Pour les articles homonymes, voir Campion.
Claire-Lise Campion, née le 27 juillet 1951 à Boulogne-Billancourt est une femme politique française. Membre du Parti socialiste, elle est sénatrice de l'Essonne de 2000 à 2017.

## Biographie

### Origines et vie familiale
Claire-Lise Campion est née Claire-Lise Mireille Decker le 27 juillet 1951 à Boulogne-Billancourt. Elle est mariée et a trois filles.

### Carrière politique
Claire-Lise Campion a été sénatrice de l'Essonne de 2000 à 2017,  maire de Bouray-sur-Juine de 1990 à 2008 et conseillère générale du canton d'Étréchy de 1998 à 2015.
Elle devient sénatrice de l'Essonne en 2000, en remplacement de Jean-Luc Mélenchon, nommé ministre délégué à l'Enseignement professionnel du gouvernement Lionel Jospin. Elle est alors la première femme élue à ce mandat dans l'Essonne.
En 2002, elle apporte son parrainage au candidat socialiste Lionel Jospin dans le cadre de l’élection présidentielle,. Lors de l'élection présidentielle française de 2007, elle a apporté son parrainage à la candidate socialiste Ségolène Royal,. 
Lors des élections cantonales de 2011, elle est réélue dans le canton d’Étréchy avec 63,90 % des suffrages. 
Lors des élections sénatoriales de 2011 en Essonne, elle est deuxième de la liste d’union de la gauche qui remporte 31,20 % des suffrages et est réélue.
Elle figure en fin de liste du parti socialiste lors des élections sénatoriales de 2017 dans l'Essonne et n'est pas réélue.
Elle prend sa retraite politique en 2017 après avoir mené trois mandats de maire, trois mandats de conseillère générale et trois mandats de sénatrice, en respectant sa règle « pas plus de trois ». 

## Synthèse des fonctions politiques

### Mandats nationaux
Elle devient sénateur de l’Essonne le 28 avril 2000 à la suite de la nomination de Jean-Luc Mélenchon, dont elle était la suppléante, au gouvernement Lionel Jospin. Elle est réélue le 26 septembre 2004 et le 25 septembre 2011.
Elle est notamment l'auteure, avec la sénatrice Isabelle Debré (UMP), d'un rapport d'évaluation de la loi handicap de 2005,. Elle a également rédigé le rapport « Réussir 2015, Accessibilité des personnes handicapées au logement, aux établissements recevant du public, aux transports, à la voirie et aux espaces publics, ».

### Mandats locaux
- Conseillère générale du canton d’Étréchy

Le 22 mars 1998, elle est élue conseillère générale du canton d'Étréchy et nommée vice-présidente du Conseil général de l'Essonne chargée de la Famille, l'Enfance, du monde rural et agricole et des relations avec le Sud-Essonne.
En 2001, elle ajoute à ses délégations celle des Femmes. En 2004, elle devient présidente déléguée avec les mêmes attributions. À partir de 2008, elle est septième vice-présidente chargée de la Famille, de l'Enfance et de la mission Sud-Essonne,.
- Maire de Bouray-sur-Juine

Élue conseillère municipale en 1983, elle a succédé en 1990 à Gaston Sénéchal au poste de maire de Bouray-sur-Juine, poste qu'elle a gardé jusqu'en 2008 où la liste de son adjoint, qu'elle soutenait a été élue dès le premier tour.

### Fonctions partisanes
En 2002, elle a rejoint le courant NPS.

## Décorations et récompenses
Claire-Lise Campion est promue chevalier de l’Ordre national du Mérite en 1999.

## Pour approfondir